# Roommate (programa de televisão)
Roommate (Hangul: 룸메이트) é um reality show sul-coreano que fez parte do Good Sunday da SBS. Foi programado para estrear em 20 de abril de 2014, porém, devido à tragédia da balsa Sewol sua estréia foi adiada para 4 de maio de 2014. Seu foco principal é mostrar onze celebridades que vivem juntos em uma casa de veraneio, compartilhando espaços comuns, como a cozinha, sala de estar e banheiros, bem como as tarefas domésticas. A casa dispõe de sessenta câmeras e cinco quartos.
Seis dos onze membros iniciais deixaram o programa na primeira temporada em 14 de setembro de 2014. Em 21 de setembro de 2014 sete novos membros foram adicionados para a segunda temporada. Com o retorno do programa K-pop Star ao Good Sunday, Roommate passou a ser exibido toda terça-feira às 11:15 pm como um programa autônomo a partir de 25 de novembro de 2014.

## Primeira temporada
Os membros originais são Lee So-ra, Park Bom, Song Ga-yeon, Jo Se-ho, Lee Dong-wook,Nana, Hong Soo-hyun, Park Chan-Yeol, Shin Sung-woo, Park Min-woo e Seo Kang-joon. Esta mistura de cantores, atores / atrizes, comediantes, modelos, DJs e artistas marciais que têm pouca experiência em programa de variedades está reunida para mostrar suas reais personalidades desconhecidas e trazer risos. Em 24 de julho de 2014, Baek Jung Ryeol da SBS anunciou que Park Bom não participou de gravações desde 11 julho de 2014, devido ao escândalo das anfetaminas em que ela foi falsamente acusada de transportar dos Estados Unidos em 2010 e havia deixado oficialmente o programa, com sua aparição final no episódio do dia 27 de julho de 2014. Em 20 de agosto de 2014, foi anunciado que Lee So-ra iria deixar o programa devido a conflitos de agenda. Em 27 de agosto, 2014, Song Ga-yeon também foi confirmado que deixaria o programa para se concentrar em sua carreira. Em 01 de setembro de 2014, Shin Sung-woo anunciou no Twitter que ele iria deixar o show. Em 11 de setembro de 2014 , foi anunciado que Hong Soo-hyun também estaria deixando o programa para se concentrar em sua carreira de atriz. Em 12 de setembro de 2014, foi anunciado que Park Chan-yeol também estará deixando o show devido a sua agenda lotada. Com mais da metade dos membros originais que saíram do show, os produtores anunciaram uma nova temporada com novos membros, juntamente com membros restantes da primeira temporada.

## Segunda temporada

### Membros Atuais
| Nome                      | Profissão            | Data de Nascimento              | Vivia com            | Temporada (s)     |
| ------------------------- | -------------------- | ------------------------------- | -------------------- | ----------------- |
| Lee Dong-wook             | Ator                 | 6 de novembro de 1981 (43 anos) | Com a família        | 1ª e 2ª Temporada |
| Jo Se-ho                  | Comediante, Ator     | 9 de agosto de 1982 (42 anos)   | Com amigos           | 1ª e 2ª Temporada |
| Park Min-woo              | Ator                 | 22 de março de 1988 (36 anos)   | Sozinho              | 1ª e 2ª Temporada |
| Seo Kang-joon (5urprise)  | Ator, Cantor         | 12 de outubro de 1993 (31 anos) | Com membros do grupo | 1ª e 2ª Temporada |
| Nana (After School)       | Cantora, Modelo      | 14 de setembro de 1991          | Com membros do grupo | 1ª e 2ª Temporada |
| Jackson Wang (GOT7)       | Cantor, Rapper       | 28 de março de 1994 (30 anos)   | Com membros do grupo | 2ª Temporada      |
| Bae Jong-ok               | Atriz                | 13 de maio de 1964 (60 anos)    | Sozinha              | 2ª Temporada      |
| Sunny (Girls' Generation) | Cantora, Atriz, DJ   | 15 de maio de 1989 (35 anos)    | Com membros do grupo | 2ª Temporada      |
| Heo Young-ji              | Cantora              | 30 de agosto de 1994 (30 anos)  | Com a família        | 2ª Temporada      |
| Lee Guk-joo               | Comediante           | 5 de janeiro de 1986 (39 anos)  | Com a família        | 2ª Temporada      |
| Ryohei Otani              | Ator Japonês, Modelo | 1 de outubro de 1980 (44 anos)  | Sozinho              | 2ª Temporada      |
| Park Joon-hyung (G.O.D)   | Cantor, Ator         | 20 de julho de 1969 (55 anos)   | Com membros do grupo | 2ª Temporada      |

### Ex-Membros
| Nome                 | Profissão                               | Data de nascimento                | Quarto   | Vivia com             | Temporada(s) |
| -------------------- | --------------------------------------- | --------------------------------- | -------- | --------------------- | ------------ |
| Park Bom             | Cantora                                 | 24 de março de 1984 (40 anos)     | Quarto 1 | Sozinha               | 1ª Temporada |
| Lee So-ra            | Modelo, Radialista, MC                  | 4 de novembro de 1969 (55 anos)   | Quarto 1 | Sozinha (por 20 anos) | 1ª Temporada |
| Song Ga-yeon         | Lutadora de Artes Marciais Mistas (MMA) | 28 de dezembro de 1994 (30 anos)  | Quarto 1 | Sozinha               | 1ª Temporada |
| Shin Sung-woo        | Cantor, Ator                            | 26 de julho de 1968 (56 anos)     | Quarto 4 | Sozinho (por 30 anos) | 1ª Temporada |
| Hong Soo-hyun        | Atriz                                   | 15 de fevereiro de 1981 (44 anos) | Quarto 3 | Com a família         | 1ª Temporada |
| Park Chan-yeol (EXO) | Cantor, Rapper, Ator                    | 27 de novembro de 1992 (32 anos)  | Quarto 4 | Com membros do grupo  | 1ª Temporada |

## Lista de episódios

### Primeira temporada
| Episódio | Data de transmissão    | Título do episódio                                       | Narrador                 |
| -------- | ---------------------- | -------------------------------------------------------- | ------------------------ |
| 1        | 04 de maio de 2014     | Se um dia, para viver com um estranho                    | Lee Dong-wook            |
| 2        | 11 de maio de 2014     | Aproximando-se lentamente, pouco a pouco                 | Lee So-ra                |
| 3        | 18 de maio de 2014     | O amor é uma porta aberta                                | Hong Soo-hyun            |
| 4        | 25 de maio de 2014     | Se juntos, ele não pode ficar mais saboroso do que este  | Shin Sung-woo            |
| 5        | 01 de junho de 2014    | Você é a minha primavera                                 | Seo Kang-joon            |
| 6        | 08 de junho de 2014    | A mensagem de Bom torna-se uma realidade                 | Park Bom                 |
| 7        | 15 de junho de 2014    | Nana a garota mágica e o defensor de risos Kang Dash-Man | Nana                     |
| 8        | 22 de junho de 2014    | Você é o meu No.1                                        | Parque Min-woo           |
| 9        | 29 de junho de 2014    | Sabores doces, picantes e amargas                        | Chan-yeol                |
| 10       | 06 de julho de 2014    | Juventude nunca vem novamente                            | Jo Se-ho                 |
| 11       | 13 de julho de 2014    | Que bom seria se apenas coisas boas que aconteceu?       | Song Ga-yeon             |
| 12       | 20 de julho de 2014    | Céu limpo após céu nublado                               | Chan-yeol                |
| 13       | 27 de julho de 2014    | Atingir a meta domingo                                   | Hong Soo-hyun            |
| 14       | 03 de agosto de 2014   | Será alegria vir após as dificuldades?                   | Jo Se-ho & Seo Kang-joon |
| 15       | 10 de agosto de 2014   | Um milagre de noite de verão                             | Jo Se-ho & Seo Kang-joon |
| 16       | 17 de agosto de 2014   | Começar novamente no final                               | Jo Se-ho & Seo Kang-joon |
| 17       | 24 de agosto de 2014   | Aproveite, Song Ga-yeon                                  | Hong Soo-hyun            |
| 18       | 31 de agosto de 2014   | No tempo com você                                        | Park Min-woo             |
| 19       | 7 de setembro de 2014  | Para perseguir ou ser perseguido                         | Hong Soo-hyun            |
| 20       | 14 de setembro de 2014 | Um adeus apaixonado                                      | Hong Soo-hyun            |

### Segunda Temporada
| Episódio | Data de transmissão     | Título do episódio                  |
| -------- | ----------------------- | ----------------------------------- |
| 21       | 21 de setembro de 2014  | Que estrela você é?                 |
| 22       | 05 de outubro de 2014   | Eu vou gostar de você               |
| 23       | 12 de outubro de 2014   | 24 horas não são o suficiente       |
| 24       | 19 de outubro de 2014   |                                     |
| 25       | 26 de outubro de 2014   |                                     |
| 26       | 02 de novembro de 2014  | Lee Soon-jae visita Roommate        |
| 27       | 09 de novembro de 2014  | Hora dos meninos x Hora das meninas |
| 28       | 16 de novembro de 2014  | Guerra do Kimchi                    |
| 29       | 25 de novembro de 2014  | A família está aqui                 |
| 30       | 02 de dezembro de 2014  | Nós não vamos parar                 |
| 31       | 09 de dezembro de 2014  | Entre feijões e música              |
| 32       | 16 de dezembro de 2014  |                                     |
| 33       | 23 de dezembro de 2014  | Um milagre de natal                 |
| 34       | 06 de janeiro de 2015   |                                     |
| 35       | 13 de janeiro de 2015   | Festa da carne                      |
| 36       | 20 de janeiro de 2015   | Shoo e as gêmeas                    |
| 37       | 27 de janeiro de 2015   | Shoo, Im Hyo Sung e as gêmeas       |
| 38       | 03 de fevereiro de 2015 | Velhos fantasmas                    |
| 39       | 10 de fevereiro de 2015 | Roommates no trabalho               |
| 40       | 24 de fevereiro de 2015 |                                     |

## Convidados

### 1ª Temporada
| Episódio | Convidado                                   | Observações    |
| -------- | ------------------------------------------- | -------------- |
| 8        | Yoo Il (5urprise), Lee Tae-hwan (5urprise)  | T1 E8          |
| 10       | Lee Deok-hwa                                | T1 E10         |
| 13       | Baekhyun (EXO)                              | T1 E13         |
| 14       | Masamori Tokuyama                           | T1 E14         |
| 14-16    | Jeffrey Kung                                | T1 E14, 15, 16 |
| 16       | Lizzy (After School) & Kaeun (After School) | T1 E16         |

### 2ª Temporada
| Episódio | Convidado                                                                                         | Observações |
| -------- | ------------------------------------------------------------------------------------------------- | ----------- |
| 23       | Song Ga-yeon                                                                                      | T2 E3       |
| 24       | Yoona (Girls' Generation), Danny Ahn (g.o.d), Chae Yeon                                           | T2 E4       |
| 26       | Lee Soon-jae                                                                                      | T2 E6       |
| 27       | Park Hyun-bin                                                                                     | T2 E7       |
| 28       | Choi Hong-man, Hong Jin-young                                                                     | T2 E8       |
| 29       | Goo Hara (KARA)                                                                                   | T2 E9       |
| 30       | Yoon Hyun-sook & Byun Jung-soo                                                                    | T2 E10      |
| 31       | Hong Seok-cheon                                                                                   | T2 E11      |
| 32, 33   | Park Jin-young & Baek Ji-young                                                                    | T2 E12, 13  |
| 34       | GOT7 Members (exception of JB), 5urprise Members (Gong Myung, Yoo Il), Jang Ye-won, Nam Chang-hee | T2 E14      |
| 35       | Hong Yoon-hwa & Kim Min-kyung                                                                     | T2 E15      |
| 36       | Shoo (S.E.S.) with her twin daughters (Im Rayul, Im Rahui)                                        | T2 E16      |
| 37       | Shoo (S.E.S.) with her twin daughters (Im Rayul, Im Rahui) & husband Im Hyo-sung                  | T2 E17      |
| 38       | Danny Ahn (g.o.d) & Nam Hee-seok                                                                  | T2 E18      |
| 39       | Ok Taecyeon (2PM)                                                                                 | T2 E19      |
| 40       | Cultwo & Kim Tae-gyun's son, Kim Bum-jun                                                          | T2 E20      |
| 41       | Kim Heung-guk & Lee Gye-in                                                                        | T2 E21      |
| 42       | Choi Hyun-seok                                                                                    | T2 E22      |
| 43       | Kim Hyun-joo & Kim Jung-nan                                                                       | T2 E23      |
| 44       | Kim Soo-mi & Byun Jung-soo                                                                        | T2 E24      |
| 45       | Amber (f(x)), Henry (Super Junior-M) & Bam Bam (GOT7)                                             | T2 E25      |